# Прапор Вірджинії
Прапор Вірджинії (англ. Flag of Virginia) — один із символів американського штату Вірджинія.
Прапор штату Вірджинія являє собою прямокутне полотнище синього кольору з розташованим по центру зображенням друку штату з білим оздобленням. Прапор був прийнятий на початку Громадянської війни у 1861 році. Серед прапорів США — це єдиний прапор із зображенням оголеного тіла.
Латинську девіз Sic semper tyrannis біля основи державної печатки означає «Такий шлях тирана». Ця цитата приписується Бруту під час вбивства Юлія Цезаря. Жіночий образ у шатах Амазонки — алегорично представляючи дух Співдружності — символізує Вірджинія. Повалений чоловік — представляє тиранію. Скинута корона лежить збоку, в руках він тримає ланцюг і батіг.